# Associazione Calcio Rimini 1912 2010-2011
Questa pagina raccoglie i dati riguardanti l'Associazione Calcio Rimini 1912 nelle competizioni ufficiali della stagione 2010-2011.
Il Rimini non partecipava alla Serie D dalla stagione 1958-1959.

## Stagione
L'A.C. Rimini 1912 del patron Biagio Amati nasce dalle ceneri del vecchio Rimini Calcio F.C., non più iscritto ai campionati.
Nello stesso campionato e nello stesso stadio gioca anche il Real Rimini del patron Danilo Pretelli, ovvero il vecchio Valleverde Riccione con la modifica di sede e colori sociali. Così come l'A.C. Rimini, anche il Real Rimini ha adottato una divisa a scacchi biancorossi, prima di passare ad una maglia a strisce a partire da gennaio. I rapporti tra i vertici delle due squadre sono stati spesso polemici.
La campagna abbonamenti dell'A.C. Rimini 1912 si chiude con 1.422 tessere sottoscritte.
Nel corso della stagione Rimini e Teramo si contendono a lungo il primo posto che vale la promozione diretta, ma strada facendo s'inserisce anche il Santarcangelo che avrà la meglio con 77 punti, davanti al Teramo con 73 e al Rimini con 71 punti. Il Real Rimini è giunto nono con 56 punti.
La Serie D prevede una promozione anche per chi vinceva i play-off nazionali: nella semifinale del suo girone, il Rimini batte il Forlì ai supplementari e vince la finale a Teramo, conquistando così il passaggio alla fase successiva. Anche il girone a tre squadre con Pomigliano e Saint-Christophe viene vinto, ed il primo posto consente l'accesso alle semifinali nazionali dove si registra una doppia vittoria contro il Voghera. La finale-promozione viene disputata contro la Turris, sul campo neutro dello stadio Liberati di Terni. Al triplice fischio il risultato è di 0-0: si va direttamente ai rigori dove la spunta il Rimini, complice un palo dei campani e due respinte di Scuffia.
Tuttavia l'ufficialità della promozione arriva solo successivamente: da una parte la Lega Nazionale Dilettanti aveva stabilito la promozione diretta per la vincitrice dei play-off, dall'altra la Lega Pro non considerava questa regola. In data 4 agosto il Consiglio Federale della FIGC ha definitivamente ammesso i riminesi in Lega Pro Seconda Divisione.

## Organigramma societario
Area direttiva
- Presidente: Biagio Amati
- Vice Presidente: Marco Amati

Area organizzativa
- Team manager: Paolo Bravo

Area comunicazione
- Segretario: Alessandro Serra
- Addetto Stampa: Giorgia Bertozzi

Area tecnica
- Direttore sportivo: Giovanni Sama
- Allenatore: Luca D'Angelo
- Allenatore in seconda: Maurizio Drudi
- Preparatore atletico: Marco Greco
- Preparatore dei portieri: Maurizio Olivieri
- Dirigente accompagnatore: Gianluca Paoloni

Area sanitaria
- Medico sociale: Pasquale Contento
- Massaggiatore: Pietro Rossini

## Rosa
| N. |                       | Ruolo | Calciatore              |
| -- | --------------------- | ----- | ----------------------- |
|    | Italia (bandiera)     | P     | Gianmarco Pazzini       |
|    | Italia (bandiera)     | P     | Alessandro Semprini     |
|    | Italia (bandiera)     | P     | Tommaso Scuffia         |
|    | Italia (bandiera)     | P     | Emiliano Dei            |
|    | Italia (bandiera)     | D     | Alessandro Mastronicola |
|    | Italia (bandiera)     | D     | Andrea Brighi           |
|    | Italia (bandiera)     | D     | Daniele Bucchi          |
|    | Italia (bandiera)     | D     | Dario Deluigi           |
|    | Italia (bandiera)     | D     | Giuseppe Aquino         |
|    | Italia (bandiera)     | D     | Luca Vittori            |
|    | Italia (bandiera)     | D     | Marco Gasperoni         |
|    | San Marino (bandiera) | D     | Mirko Palazzi           |
|    | Italia (bandiera)     | C     | Alessandro Evangelisti  |

| N. |                      | Ruolo | Calciatore           |
| -- | -------------------- | ----- | -------------------- |
|    | Italia (bandiera)    | C     | Alfredo Cardinale    |
|    | Romania (bandiera)   | C     | Daniel Onescu        |
|    | Italia (bandiera)    | C     | Federico Massaccesi  |
|    | Italia (bandiera)    | C     | Ivan Buonocunto      |
|    | Italia (bandiera)    | C     | Luca Valeriani       |
|    | Italia (bandiera)    | C     | Marco Brighi         |
|    | Italia (bandiera)    | A     | Andrea Zanigni       |
|    | Italia (bandiera)    | A     | Christopher Santucci |
|    | Argentina (bandiera) | A     | Emiliano Olcese      |
|    | Italia (bandiera)    | A     | Gianluca Morelli     |
|    | Italia (bandiera)    | A     | Mauro Ragatzu        |
|    | Italia (bandiera)    | A     | Pierluigi Baldazzi   |
|    | Italia (bandiera)    | A     | Samuel Sari          |

## Risultati

### Campionato

#### Girone di andata
| Arbitro: | Bichisecchi (Livorno) |

|                         |           |                         |
| Olcese 62’ Baldazzi 72’ | Marcatori | 6’ Chicco 49’ Di Genova |

| Arbitro: | Rasia (Bassano del Grappa) |

|  |           |             |
|  | Marcatori | 18’ Ragatzu |

| Arbitro: | Marchesini (Legnago) |

|                           |           |  |
| Buonocunto 65’ Olcese 87’ | Marcatori |  |

| Arbitro: | Paolini (Ascoli Piceno) |

|             |           |  |
| Storani 29’ | Marcatori |  |

| Arbitro: | Ghersini (Genova) |

|                           |           |  |
| Baldazzi 40’ Onescu 90+2’ | Marcatori |  |

| Arbitro: | Pezzuto (Lecce) |

|                    |           |             |
| Deluigi 61’ (aut.) | Marcatori | 65’ Ragatzu |

| Arbitro: | Pierantoni (Ancona) |

|            |           |  |
| Olcese 45’ | Marcatori |  |

| Arbitro: | Magnani (Frosinone) |

|           |           |  |
| Negro 10’ | Marcatori |  |

| Arbitro: | Magrini (Città di Castello) |

|                               |           |  |
| Ragatzu 68’, 71’ Olcese 90+2’ | Marcatori |  |

| Arbitro: | Robilotta (Sala Consilina) |

|                                                               |           |             |
| Milozzi 34’ (rig.), 37’ (rig.) Galuppi 41’ (rig.) Orlando 74’ | Marcatori | 10’ Ragatzu |

| Arbitro: | Raspollini (Livorno) |

|              |           |            |
| Baldazzi 64’ | Marcatori | 11’ Iaboni |

| Arbitro: | Ferrari (Mestre) |

|  |           |                  |
|  | Marcatori | 65’ (aut.) Becci |

| Arbitro: | Guccini (Albano Laziale) |

|                          |           |  |
| Baldazzi 23’ Ragatzu 45’ | Marcatori |  |

| Arbitro: | Martinelli (Roma) |

|                       |           |              |
| Evangelisti 5’ (rig.) | Marcatori | 58’ Di Paolo |

| Arbitro: | Granci (Città di Castello) |

|  |           |                            |
|  | Marcatori | 44’ Evangelisti 89’ Aquino |

| Arbitro: | Baldicchi (Città di Castello) |

|                                        |           |                               |
| Ragatzu 59’ Baldazzi 67’ Valeriani 83’ | Marcatori | 17’ Buonaventura 43’ Noschese |

| Arbitro: | Tardino (Milano) |

|              |           |                         |
| Balestra 52’ | Marcatori | 48’ Aquino 81’ Baldazzi |

| Arbitro: | Rizzo (Siena) |

|                                   |           |                           |
| Ragatzu 19’ Olcese 26’ Olcese 59’ | Marcatori | 80’ Riccitiello 87’ Keita |

| Arbitro: | Mainardi (Bergamo) |

|               |           |  |
| Caligiuri 61’ | Marcatori |  |

#### Girone di ritorno
| Canistro 5 gennaio 2011, ore 14:30 CET 20ª giornata | Luco Canistro             | 0 – 0 referto | Rimini | Stadio Comunale\| Arbitro: \| Melidoni (Frattamaggiore) \| |
| Arbitro:                                            | Melidoni (Frattamaggiore) |               |        |                                                            |

| Arbitro: | Proietti (Terni) |

|                                         |           |            |
| Buonocunto 31’ Valeriani 53’ Onescu 84’ | Marcatori | 63’ Ciotti |

| Atessa 16 gennaio 2011, ore 14:30 CET 22ª giornata | Atessa Val di Sangro | 0 – 0 referto | Rimini | Stadio di Monte Marcone\| Arbitro: \| Brodo (Viterbo) \| |
| Arbitro:                                           | Brodo (Viterbo)      |               |        |                                                          |

| Arbitro: | Sacchi (Macerata) |

|                                               |           |                                            |
| Olcese 20’ Palazzi 57’ Ragatzu 65’ Olcese 89’ | Marcatori | 10’ Rizzi 27’ Censori 35’ Rizzi 78’ Bucchi |

| Arbitro: | Chiffi (Padova) |

|  |           |                             |
|  | Marcatori | 17’ Olcese 55’, 60’ Ragatzu |

| Arbitro: | Calabrese (Lecco) |

|                       |           |                      |
| Committante 3’ (aut.) | Marcatori | 43’ (rig.) Marchetti |

| Arbitro: | Colarossi (Roma) |

|                                                |           |  |
| Zavalloni 34’ Ambrosini 45’ Zavalloni 51’, 55’ | Marcatori |  |

| Arbitro: | Renzi (Pistoia) |

|                           |           |                 |
| Ragatzu 58’ Valeriani 82’ | Marcatori | 37’ Gabrielloni |

| Arbitro: | Illuzzi (Molfetta) |

|  |           |                                           |
|  | Marcatori | 45+1’ Baldazzi 60’ Olcese 70’ Evangelisti |

| Arbitro: | Milani (Verona) |

|                                                                                    |           |  |
| Scampamorte 2’ (aut.) Olcese 27’ Buonocunto 37’, 69’, 80’ Ragatzu 45’ Baldazzi 65’ | Marcatori |  |

| Arbitro: | Rizzo (Siena) |

|               |           |            |
| Guglielmi 61’ | Marcatori | 71’ Olcese |

| Arbitro: | Fanton (Lodi) |

|            |           |              |
| Ragatzu 1’ | Marcatori | 86’ Napolano |

| Arbitro: | Pezzuto (Lecce) |

|                  |           |                        |
| De Leonardis 43’ | Marcatori | 79’ (rig.) Evangelisti |

| Arbitro: | Ghersini (Genova) |

|                 |           |                        |
| Gabrieli 90'+3’ | Marcatori | 51’ Gasperoni 82’ Sari |

| Arbitro: | Bichisecchi (Livorno) |

|                                     |           |              |
| Evangelisti 83’ (rig.) Aquino 90+7’ | Marcatori | 45’ Moschini |

| Arbitro: | Pelagatti (Arezzo) |

|                         |           |                        |
| Buonaventura 60’ (rig.) | Marcatori | 35’ Zanigni 53’ Olcese |

| Arbitro: | Rasia (Bassano del Grappa) |

|  |           |             |
|  | Marcatori | 48’ Fantini |

| Arbitro: | Morreale (Roma) |

|                                  |           |                            |
| Keita 40’ Pettrone 50’ Keita 57’ | Marcatori | 67’ Olcese 72’ Evangelisti |

| Arbitro: | Boggi (Salerno) |

|                                                    |           |                      |
| Baldazzi 15’ Aquino 30’ Olcese 41’ Evangelisti 55’ | Marcatori | 87’ (aut.) Valeriani |

#### Play-off del girone F
| Arbitro: | Chiffi (Padova) |

|                                       |           |                      |
| Buonocunto 38’, 60’ Olcese 92’ (rig.) | Marcatori | 41’ Pezzi 77’ Chicco |

| Arbitro: | Mangino (Tivoli) |

|             |           |                                                |
| Gambino 68’ | Marcatori | 61’ Valeriani 92’ (rig.) Olcese 98’ Massaccesi |

#### Seconda fase play-off - Triangolare
| Arbitro: | Baldicchi (Città di Castello) |

|            |           |               |
| Lupico 79’ | Marcatori | 8’ Buonocunto |

| Arbitro: | Ferrari (Mestre) |

|                                           |           |              |
| Valeriani 30’ Buonocunto 37’ Baldazzi 39’ | Marcatori | 90'+5’ Scala |

#### Fase finale play-off

##### Semifinali
| Arbitro: | Chiffi (Padova) |

|                                                      |           |             |
| Olcese 38’ Baldazzi 49’ Valeriani 56’ Buonocunto 63’ | Marcatori | 82’ Magnoni |

| Arbitro: | Giovani (Grosseto) |

|  |           |               |
|  | Marcatori | 82’ Valeriani |

##### Finale
| Arbitro: | Ghersini (Genova) |

|                                       |                      |                                 |
| Olcese Baldazzi Evangelisti M. Brighi | Tiri di rigore 3 – 1 | Russo Teta Polverino Mariniello |

### Coppa Italia di Serie D
| Arbitro: | Pieralisi (Jesi) |

|  |           |            |
|  | Marcatori | 55’ Lunati |